# Varietà proiettiva
Una varietà proiettiva {\displaystyle X} è l'insieme dei punti di uno spazio proiettivo {\displaystyle n}-dimensionale {\displaystyle \mathbb {P} _{\mathbb {K} }^{n}} (dove {\displaystyle \mathbb {K} } è un campo) che annullano simultaneamente una data famiglia di polinomi omogenei {\displaystyle \{F_{\lambda }\}_{\lambda \in \Lambda }} di {\displaystyle \mathbb {K} [x_{0},\dots ,x_{n}]}, ossia
{\displaystyle X:=\{x\in \mathbb {P} ^{n}\mid F_{\lambda }(x)=0,\ \forall \lambda \in \Lambda \}.}
Sebbene tale assunzione non sia universalmente accettata, nella letteratura matematica recente si suppone, nella definizione di varietà proiettiva, che essa sia irriducibile nella topologia di Zariski. Senza tale richiesta si parla invece di insieme algebrico proiettivo.

## Osservazioni
- In geometria algebrica si suole richiedere che il campo base {\displaystyle \mathbb {K} } sia algebricamente chiuso.
- È immediato verificare che la varietà proiettiva {\displaystyle X} può essere definita equivalentemente come insieme dei punti che annullano tutti i polinomi dell'ideale omogeneo {\displaystyle {\mathcal {I}}:=(F_{\lambda })_{\lambda \in \Lambda }} generato dalla famiglia {\displaystyle \{F_{\lambda }\}_{\lambda \in \Lambda }}.
- Poiché vale il teorema della base di Hilbert, ossia che l'anello dei polinomi è noetheriano, la famiglia di polinomi che definisce {\displaystyle X} può sempre essere presa finita.
- Un sottoinsieme aperto rispetto alla topologia di Zariski di una varietà proiettiva è detto varietà quasi-proiettiva.